# Dysaphis armeniaca
Dysaphis armeniaca är en insektsart. Dysaphis armeniaca ingår i släktet Dysaphis och familjen långrörsbladlöss. Inga underarter finns listade i Catalogue of Life.